# Zehdenick
Zehdenick  est une ville de Brandebourg (Allemagne), située dans l'arrondissement de Haute-Havel.

## Géographie
Zehdenick est située à environ 60 kilomètres au nord de Berlin, le long de la Havel. La ville constitue le point de départ nord de l'espace naturel de la plaine de Zehdenick-Spandauer Havel.
En termes de superficie totale, Zehdenick se classe au 69e rang parmi les plus grandes villes et communes d'Allemagne.

## Démographie
- Évolution démographique dans les limites actuelles. Ligne bleue : population. Ligne pointillée : comparaison avec le développement de Brandebourg. Fond gris : période du régime nazi. Fond rouge : période du régime communiste.
- Évolution récente (ligne bleue) et prévisions sur l'effectif de résidents.

| Année | Population |
| ----- | ---------- |
| 1875  | 10 598     |
| 1890  | 12 293     |
| 1910  | 17 117     |
| 1925  | 17 337     |
| 1933  | 18 363     |
| 1939  | 20 247     |
| 1946  | 22 257     |
| 1950  | 22 723     |
| 1964  | 19 215     |
| 1971  | 19 248     |

| Année | Population |
| ----- | ---------- |
| 1981  | 17 469     |
| 1985  | 17 413     |
| 1989  | 17 249     |
| 1990  | 16 980     |
| 1991  | 16 749     |
| 1992  | 16 545     |
| 1993  | 16 321     |
| 1994  | 16 243     |
| 1995  | 16 077     |
| 1996  | 15 981     |

| Année | Population |
| ----- | ---------- |
| 1997  | 15 752     |
| 1998  | 15 733     |
| 1999  | 15 594     |
| 2000  | 15 443     |
| 2001  | 15 206     |
| 2002  | 14 993     |
| 2003  | 14 903     |
| 2004  | 14 708     |
| 2005  | 14 607     |
| 2006  | 14 478     |

| Année | Population |
| ----- | ---------- |
| 2007  | 14 292     |
| 2008  | 14 090     |
| 2009  | 14 033     |
| 2010  | 13 830     |
| 2011  | 13 511     |
| 2012  | 13 471     |
| 2013  | 13 345     |
| 2014  | 13 325     |
| 2015  | 13 409     |
| 2016  | 13 463     |

| Année | Population |
| ----- | ---------- |
| 2017  | 13 456     |
| 2018  | 13 437     |
| 2019  | 13 387     |
| 2020  | 13 307     |

## Photos

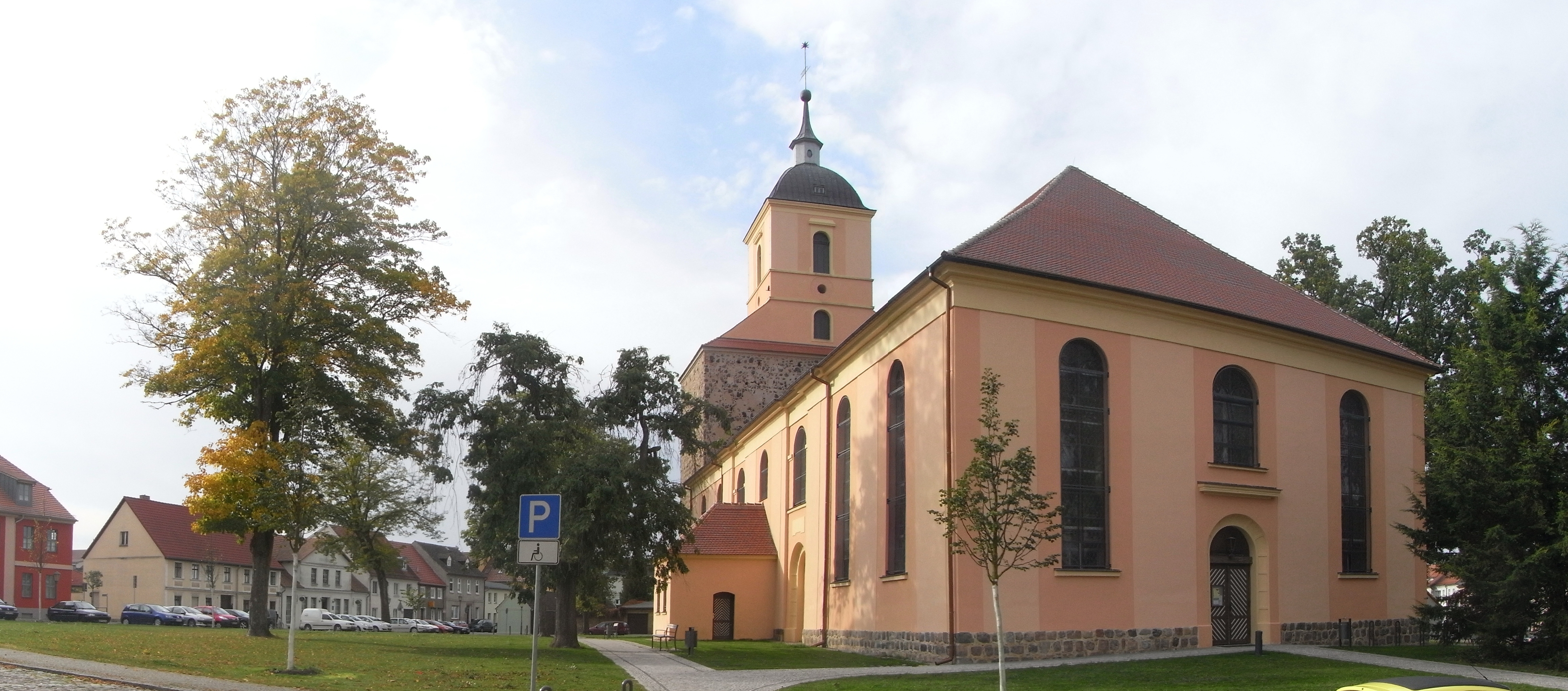
Église centrale.
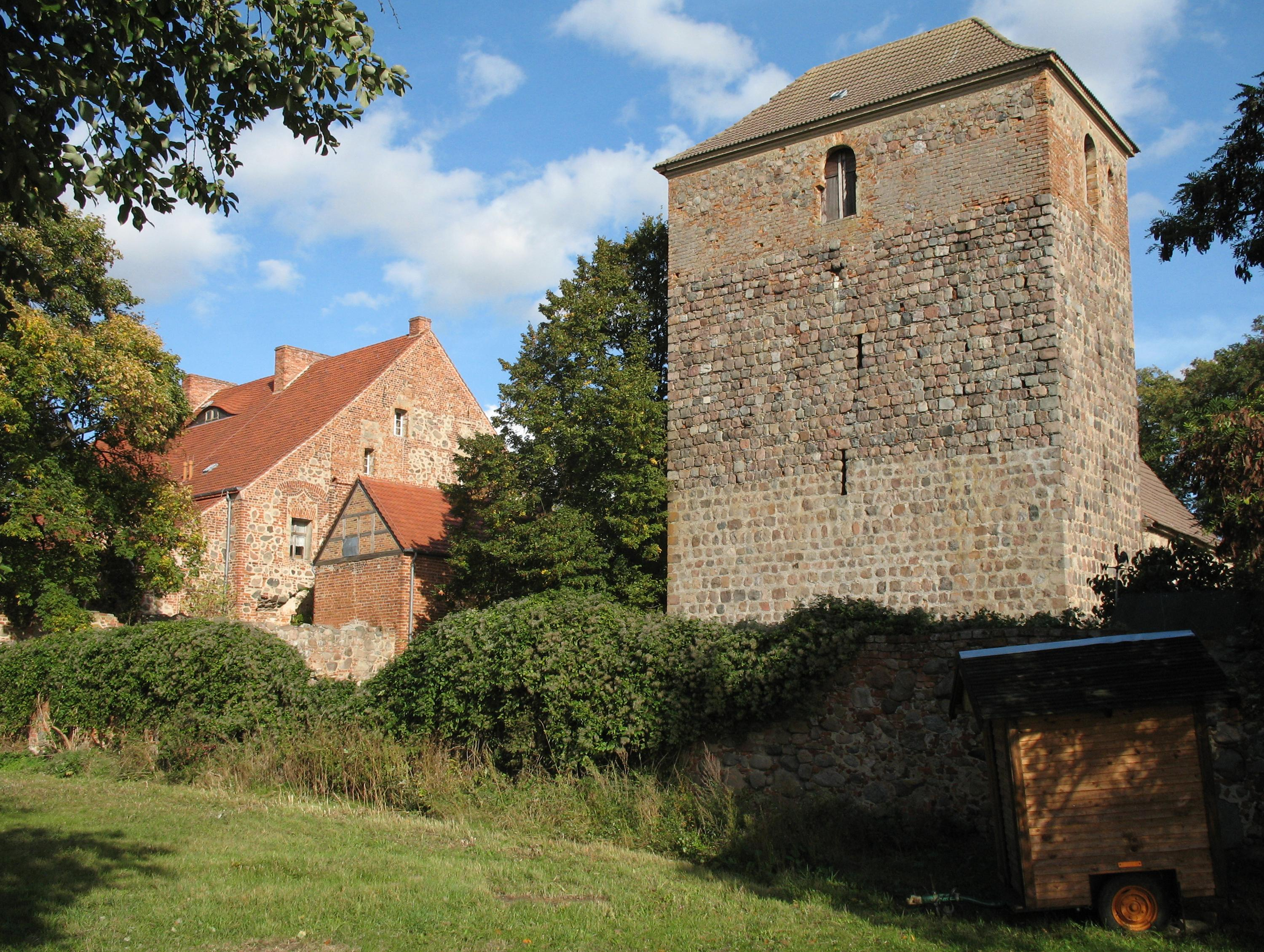
Église à Badingen.
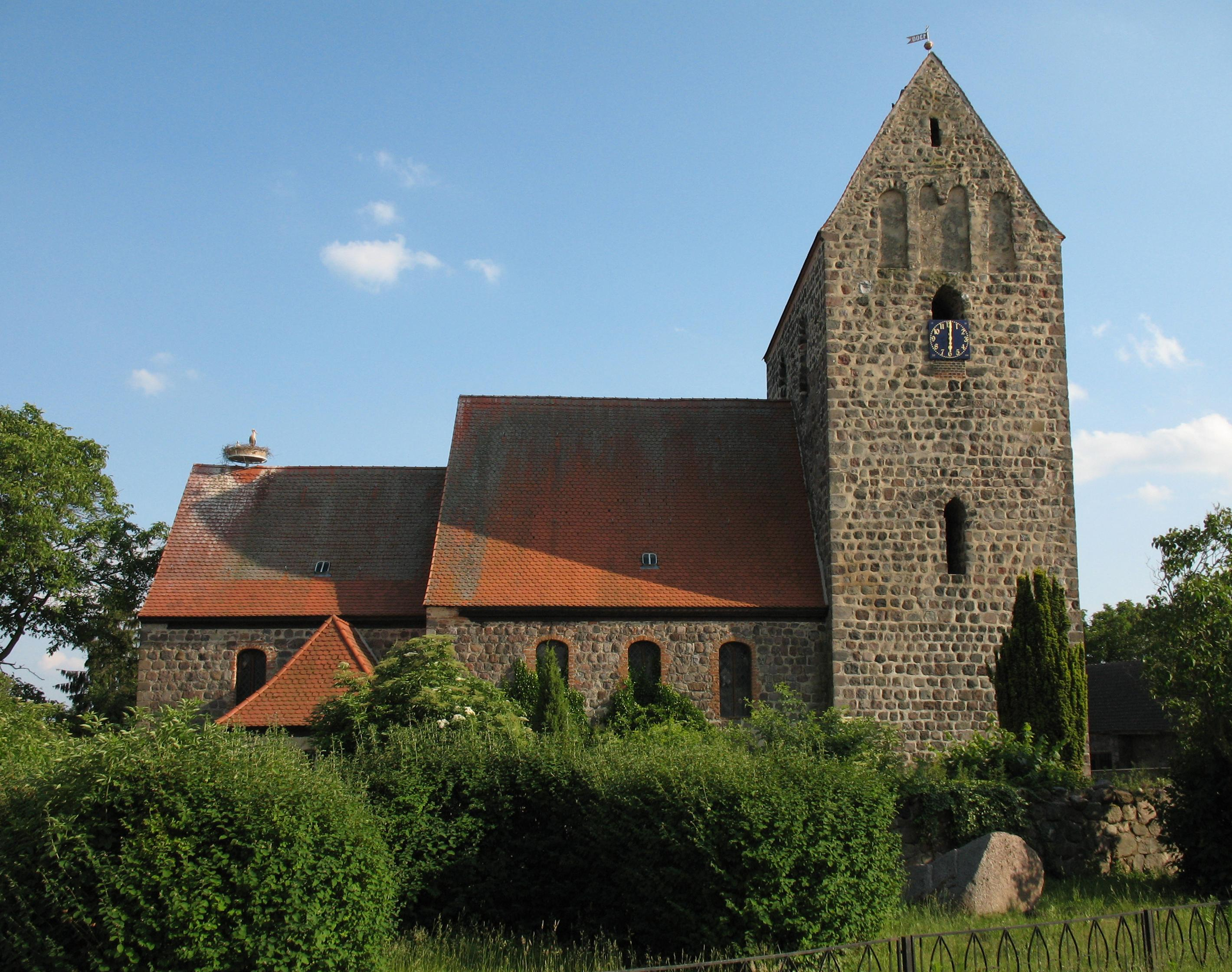
Église à Bergsdorf.
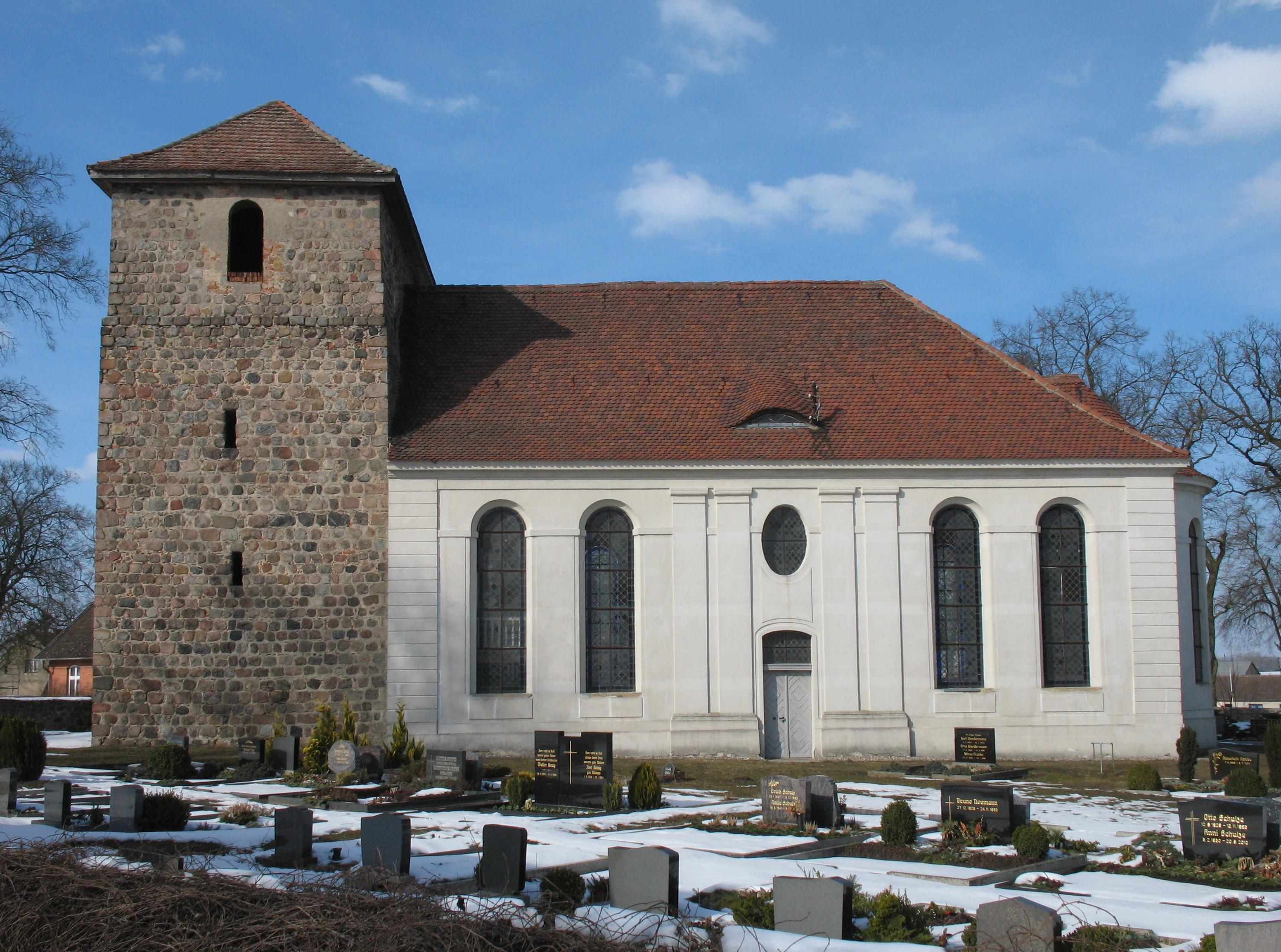
Église à Klein-Mutz.
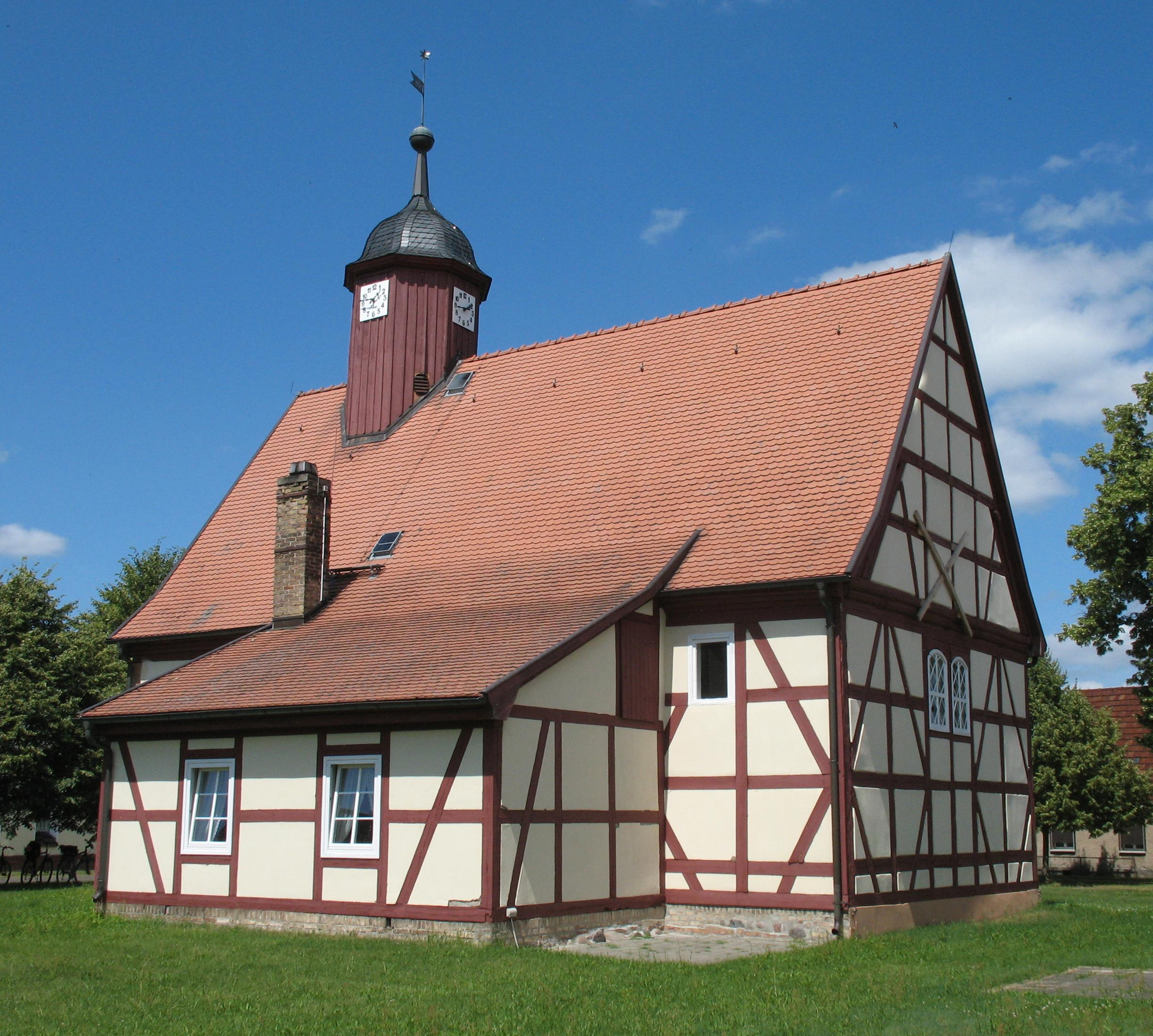
Église à Krewelin.